# Szata vára
Szata vára (horvátul: Utvrda Sotin) egy középkori várhely Horvátországban, a Vukovár-Szerém megyei Szata település határában. 

## Fekvése
Szata várának csekély maradványa a Gradinának nevezett, a Duna árteréből kúpszerűen kiemelkedő löszdombon található. A várdombot északról és nyugatról nagyméretű, részben mesterséges árok választja el a Duna parti löszfal többi részétől. A felszínen épület, fal maradványok már nem találhatók.

## Története
Szata várát 1416-ban „castrum”ként említik először. A Garai Bánﬁak építették a 15. század elején. A Garaiaké (vagyis garai Bánfiaké), majd csereként a kalocsai érsekségé volt.  Valamikor az 1460-as években cserélték el a kalocsai érsekséggel, így 1468-ban már Várdai István kalocsa-bácsi érsek tulajdonában volt a mezőváros. Mátyás király halálát követően Bánﬁ Lőrinc és Kishorvát János előbb felprédálták, majd elfoglalták. 1495 januárjában vette ostrom alá a Meziřičký János vezette királyi sereg és néhány nap leforgása alatt elfoglalta, majd katonái kifosztották. 1495 februárjában Váradi Péter érsek visszakapta. Később a Geréb testvérek és Váradi Péter pereskedtek többek között Szata tulajdonjoga miatt.
A török 1526-ban foglalta el a várost és a török uralom 1687-ig tartott. A török időkben fontos kereskedő és kézműves településként az újlaki náhije egyik városa (kasaba) volt. A településen a török uralom alatti muzulmán népesség mellett is maradt parányi keresztény közösség. 1659-ben plébánosukat is említik. A plébánia szolgálatát a vukovári ferencesek látták el. A muzulmánok mellett szerb martalócok is érkeztek ide, ők alkották a város pravoszláv lakosságát. A török utazó Evlia Cselebi is járt itt. Útleírásában beszámol a gyönyörű palánkvárról és megemlíti a várban álló dzsámit is. A vár valószínűleg a felszabadító háborúkban pusztult el. Később maradványait a lakosság építőanyagként széthordta.

## A vár mai állapota
A terepalakzatok alapján ítélve a vár fő védelmi eleme egy mintegy 8-szor 6 méteres torony lehetett, melyhez egy nagyobb épület, talán a várpalota csatlakozott. A vármagot egy, a domb alakját követő fallal vették körül, melynek belső oldalához különböző épületek csatlakoztak. A vár kapuja valószínűleg a keleti oldalon volt, amit egy falszorossal védtek. A felvezető út a vár dombjának északi oldalán haladhatott a már említett falszoros északi végéhez. A vár platóján, a torony keleti oldalán süppedés található, amely lehetett ciszterna is, bár a Duna közelsége miatt, a vár vízellátása biztosított volt. A felszíni nyomok alapján ítélve, a romokat mintegy félméteres vastagságú földréteg takarja. Ennek eltávolítása után akár az egész vár területe könnyedén feltárható lenne, de erre a közeljövőben nem kerülhet sor, már csak azért sem, mert a település fontos római, kora középkori (Bjelo brdo-i kultúra) régészeti lelőhelynek számít, amit az itt talált leletek is bizonyítanak. 